# سال بی‌تابستان
سال بی‌تابستان (به انگلیسی: Year Without a Summer) (که همچنین با نام‌های سال فقر، سالی که تابستان نبود و هزار و هشتصد و یخ بزن بمیر و سال بدون خورشید شناخته می‌شود) عنوانی است که به سال ۱۸۱۶ میلادی گفته می‌شود. در این سال به دنبال انفجار کوه آتشفشان تامبورا در اندونزی و وارد شدن مقادیر عظیمی از گازهای غیرعادی به جو زمین، نوسان‌های شدیدی در آب و هوای مناطق وسیعی از جهان رخ دادند که در تاریخ کم‌نظیر هستند و دمای هوا در سراسر جهان به ۰٫۴–۰٫۷ تغییر درجه سلسیوس (۰٫۷–۱ تغییر درجه فارنهایت). کاهش یافت. در این سال سرمای شدیدی بر سرزمین‌های گسترده‌ای در سراسر زمین حاکم شد که موجبات قحطی و کشتار مردم آن نواحی را فراهم آورد و به همین سبب این سال را «سال بی‌تابستان» نامیدند.

## انفجار کوه تامبورا
در سال ۱۸۱۵ در جزیرهٔ سومباوا از کشور اندونزی، در کوه آتشفشانی به نام تامبورا، انفجاری بزرگ روی داد که بر اثر انفجار و سونامی‌های حاصل از آن چیزی در حدود صد هزار نفر از مردم که در اطراف آن منطقه بودند کشته‌شدند. این بزرگ‌ترین انفجار آتشفشانی در ده هزار سال گذشته بود. شدّت این انفجار ده برابر شدّت انفجار کوه سنت هلنز و معادل شدّت انفجار شصت هزار بمب هسته‌ای به اندازهٔ پسرک (بمبی هسته‌ای که بر فراز هیروشیما افتاد) بود.

## نخستین اثرات انفجار
آن روزها اخبار این گونه حوادث چندان سریع به گوش جهانیان نمی‌رسید. در لندن، نشریه تایمز، هفت ماه پس از واقعه داستانی کوتاه در آن مورد چاپ کرد که در اصل نامه‌ای از یک بازرگان بود. امّا در این هنگام، اثرات انفجار کوه تامبورا تدریجاً در جاهای دیگر احساس می‌شد. چیزی در حدود ۳۶ مایل مکعب خاکستر، گرد و خاک سنگریزه همراه با دود، جو را پوشانده بود، و مانع رسیدن نور خورشید به سطح زمین می‌شد. ازاین‌رو زمین بسیار سرد شده‌بود. غروب‌ها به طرزی غیر عادّی، رنگارنگ و متمایل به سرخ شده بودند به طوری که ج.م.و. ترنر نقاش، جلوه‌های آن را در نهایت وجد و شادی مجسّم می‌ساخت، امّا بخش بزرگی از زمین به زیر پرده‌ای تاریک و توان‌فرسا فرورفت؛ تاریکی‌ای که الهام‌بخش لرد بایرون در سرودن قصیده زیر شد:
رؤیایی به سر داشتیم، که آنچنان هم رؤیا نبود.
خورشید درخشنده خاموش گشت و ستارگان پراکنده شدند…
شعر تاریکی از لرد بایرون

## اثرات اصلی انفجار
سال ۱۸۱۶ به سال بی تابستان معروف شد. رشد محصولات کشاورزی در همه جا متوقّف شد. در ایرلند، یک گرسنگی و به دنبال آن بیماری همه گیر تیفوئید موجب مرگ ۶۵٬۰۰۰ نفر شدند. مردم نیو انگلند آن سال را به زبان انگلیسی Eighteen Hundred and Froze to Death (هزار و هشتصد و یخ بزن بمیر) نامیدند. یخبندان بامدادی تا اواخر خرداد ادامه یافت و هیچ بذری نرویید و جوانه نزد. دام‌ها که بی علوفه مانده بودند یا می‌مردند یا می‌بایست زودتر از موعد به کشتارگاه فرستاده می‌شدند. سال ۱۸۱۶ از هر جهت یک سال هولناک بود. با این حال، از دمای زمین فقط به اندازهٔ ۰٫۴ تا ۰٫۷ درجهٔ سلسیوس کاسته شد.

## سرمای سده ۱۹ میلادی
به غیر از انفجار کوه تامبورا، دلیل دیگری نیز برای سرمای غیرعادی سال ۱۸۱۶ وجود داشت، و آن هم این بود که خود سده ۱۹ میلادی، روزگاری سرد بود. اروپا و به ویژه آمریکای شمالی از دویست سال پیش، وارد عصر یخبندان کوچک شده بودند که با انواع رویدادهای زمستانی، مانند منظره‌های یخبندان رود تیمز در لندن، برگزاری مسابقه پاتیناژ در امتداد آبراه‌های هلند، همراه گردید ولی در روزگار ما اثری از آنها نیست. به عبارت دیگر، زمین در روزگاری به سر می‌بُرد که سرما، بیش از همه به اذهان انسان نفوذ کرده بود؛ بنابراین می‌توان زمین‌شناسان سده ۱۹ میلادی را از لحاظ کند بودنشان در پی بردن به گرم شدن زمین بی‌تقصیر دانست. علاوه براین، بخش بزرگی از خشکی‌های پیرامون آنها بر اثر یخچال‌های طبیعی شکل گرفته بود.